# Feminismo budista
El feminismo budista es un movimiento que busca mejorar el estatus religioso, legal y social de las mujeres dentro del budismo. Es una rama de teología feminista.
Las mujeres tienen que tener los mismos derechos como toda persona natural por lo tanto el feminismo budista lo que busca es mejorar su estatus y estabilidad tanto religioso como social dentro del budismo y se tenga igualdad de condiciones.